# Eufidonia quadripunctata
Eufidonia quadripunctata là một loài bướm đêm trong họ Geometridae.